# Chelonus egregicolor
Chelonus egregicolor är en stekelart som beskrevs av Henry Lorenz Viereck 1905. Chelonus egregicolor ingår i släktet Chelonus och familjen bracksteklar. Inga underarter finns listade i Catalogue of Life.